# The Silence of the Clamps
The Silence of the Clamps (укр. «Мовчання клешень») — 14 епізод 6 сезону мультсеріалу «Футурама».

## Зміст
Ставши свідком жорстокого злочину, вчиненого робомафією, Бендеру доводиться шукати порятунку в програмі захисту свідків. За словами Моріса-ля-Маршу особливістю епізоду буде сюжетна лінія про Клешні. Друга назва цього епізоду: Bend on a Wire.